# Ernst zur Lippe-Weißenfeld
Ernst comte zur Lippe-Weißenfeld (né le 21 février 1825 à See et mort le 28 juillet 1909 à Berlin) est un capitaine et historien prussien.

## Biographie
Ernst, comte et noble seigneur de Lippe-Weißenfeld appartient à la famille de Lippe, plus précisément à la lignée Lippe-Weißenfeld (de). Ses parents sont Ludwig comte et seigneur de Lippe-Biesterfeld-Weißenfeld (1781-1860) et son épouse Eleonore Auguste, née comtesse von Hohenthal (1795-1856). Le ministre de la Justice Leopold zur Lippe-Biesterfeld-Weißenfeld (de) (1815-1889) est son frère aîné.
Lippe-Weißenfeld s'est engagé dans l'armée prussienne et, jusqu'à sa démission pour cause de maladie le 14 janvier 1860, il sert dans le 6e régiment de hussards (de), dont il écrit l'histoire du régiment la même année. En tant qu'historien, il travaille également travaillé pour l'Allgemeine Deutsche Biographie, à laquelle il contribue par 47 articles. De nombreuses autres publications spécialisées en histoire militaire, certaines sous des pseudonymes, sont nées de sa main.
Lippe-Weissenfeld est fait chevalier de Justice de l'Ordre de Saint-Jean, chevalier de 1re classe de l'ordre d'Albert l'Ours, chevalier de 2e classe de l'Ordre de Saint-Michel et de l'Ordre du Lion de Zaeringen, titulaire de la croix d'honneur de 1re classe de l'ordre de la Maison de Lippe, titulaire de la médaille du Mérite militaire (de), de l'Ordre de la Couronne de 3e classe, la médaille commémorative de la guerre de 1864 (de), la médaille du Centenaire et commandeur de l'ordre d'Adolphe de Nassau.

## Travaux
- Geschichte des Königlich Preussischen 6. Husaren-Regiments (ehedem 2. Schlesischen). Verlag der Kgl. Geheimen Ober-Hofbuchdruckerei (R. Decker (de)), Berlin 1860 (Digitalisat im Münchener Digitalisierungszentrum).
- Vom großen König, aus Anlaß der Säcular-Erinnerung an den Hubertusburger Frieden zusammengestellt. Döring, Potsdam/Berlin 1863.
- Husaren-Buch. Döring, Potsdam/Berlin 1863.
- Elend und Hülfe. „Bene fate fratelli!“ Aufsätze. Verlag von Ludwig Rauh, Berlin 1864.
- Militaria aus König Friedrichs des Großen Zeit. E.S. Mittler & Sohn, Berlin 1866.
- Westpreussen unter Friedrich dem Grossen. Nach urkundlichen Quellen bearbeitet. Ernst Lambeck, Thorn 1866 (Digitalisat im Münchener Digitalisierungszentrum)
- Der Briefwechsel zwischen König Friedrich dem Gr. und dem Grafen Dönhoff, 1753, betreffend. (Ein genealogischer und biographischer Commentar.)  In: Wochenblatt der Johanniter-Ordens-Balley Brandenburg. Band 9, Nr. 5 vom 29. Januar 1868, S. 27–28.
- Fridericus Rex und sein Heer. Ein Stück preussische Armeegeschichte. Vossische Buchhandlung (Strikker), Berlin 1868 (Digitalisat bei Google Books)
- Derfflinger. Biographische Skizze. Beitrag zur 2. Secularfeier des Sieges bei Fehrbellin. Verlag der „Militaria“, Berlin 1875 (aus: Neue militärische Blätter)
  - 2. Auflage u. d. T.: Derfflinger. Verlag der „Militaria“ (G. von Glasenapp), Berlin 1880.
- Zieten, „das alte Husarengesicht“. Mit Bild u. Unterschrift nebst Kärtchen zum „Zietenritt“ am 20. Mai 1745. Verlag der „Militaria“ (G. von Glasenapp), Berlin 1880 (Digitalisat bei Google Books)
  - 2. veränderte Auflage u. d. T.: Hans Joachim von Zieten. Eine Lebensgeschichte. Eisenschmidt, Berlin 1885.
- Der „geweihte Degen Daun’s“. Eine historiographische Darlegung. R. L. Prager, Berlin 1883.
- (als „Anton Antus“) Des Feldmarschalls Graf Daun geweihter Degen? In Dunkeles ein Streiflicht. Gebrüder Unger, Berlin 1897.